# Michael Kreitmeir
Michael Kreitmeir (* 18. September 1956 in Eichstätt) ist ein bayerischer Fernsehjournalist, Regisseur und Entwicklungshelfer. Er ist der Erfinder der Sendereihe Kunst und Krempel, die seit 1985 im Bayerischen Rundfunk ausgestrahlt wird. Seit 1999 lebt er überwiegend auf Sri Lanka, wo er die Hilfsorganisation Little Smile gründete. Für sein humanitäres Engagement wurde Michael Kreitmeir 2005 als „Bayer des Jahres“ ausgezeichnet.

## Leben

### Schule und berufliche Laufbahn
Michael Kreitmeir wurde 1956 in Eichstätt als drittes von acht Kindern in einer kinderreichen Familie geboren, die zusätzlich durch drei äthiopische Pflege- und eine südamerikanische Adoptivschwester ergänzt wurde. Diese besondere Familienkonstellation prägte ihn stark. Er ist der Sohn von Maria und Hermann-Josef Kreitmeir. Sein Bruder Christoph Kreitmeir ist Franziskaner.
Kreitmeir besuchte das musisch und wirtschaftswissenschaftliche Gabrieli-Gymnasium in Eichstätt. Als Schulsprecher geriet er mehrfach in Konflikt mit Lehrern und musste letztlich die Schule wechseln. Mit der Fachoberschule im Bereich Sozialwesen in Ingolstadt fand er eine Lernumgebung, die ihn förderte und ihm neue Perspektiven eröffnete. Diese Erfahrung führte dazu, dass er als Jahrgangsbester sein Fachabitur abschloss.
Seine journalistische Ausbildung begann er bei der Kirchenzeitung für das Bistum Eichstätt. Danach zog es ihn für ein Volontariat nach München zur Süddeutschen Zeitung. Diese Zeit prägte ihn nachhaltig, ebenso wie seine späteren Erfahrungen beim Bayerischen Rundfunk, wo er ab 1979 als Reporter und Filmemacher tätig war.
Beim Fernsehen entwickelte Kreitmeir eine Vorliebe für Dokumentarfilme, die er oft unter extremen Bedingungen drehte, wie beispielsweise in der eisigen Kälte Kamtschatkas oder in abgelegenen Regionen Asiens. Zu seinen bekanntesten Beiträgen zählen die Gründung der beliebten Sendereihe Kunst und Krempel und die jährliche Eröffnung des Oktoberfests in einer mehrstündigen Livesendung. Außerdem erstellte er viele Beiträge für die Reihe Zwischen Spessart und Karwendel. Seine Arbeit zeichnete sich durch Authentizität und die Fähigkeit aus, Geschichten in symbolträchtigen Bildern zu erzählen.
Seine Firma media art filmproduktion verkaufte er und gab das Filmgeschäft im Jahr 2000 auf.

### Auswanderung nach Sri Lanka
1998 besuchte Michael Kreitmeir Sri Lanka um unter dem Titel „Sri Lanka – Nur zum Baden viel zu schade“ einen Dokumentarfilm für den BR und ARD zu filmen. Michael Kreitmeir beschloss, seinem damals elfjährigen Sohn Manuel eine neue Welt fern der Heimat zu zeigen, und führte ihn auf eine viermonatige Reise durch entlegene Regionen Sri Lankas. Während eines Besuchs in einem abgelegenen Dorf in den Teeplantagen beobachteten sie, wie ein Waisenkind brutal misshandelt wurde. Dieses traumatische Erlebnis, das mit dem Tod des Kindes endete, bewegte Kreitmeir zutiefst und wurde zum Auslöser für die Gründung von Little Smile.
1999 gründete Kreitmeir die Hilfsorganisation Little Smile in Sri Lanka, welche es sich zum Ziel setzte, vom Bürgerkrieg betroffenen singhalesischen und tamilischen Kindern zu helfen. 2002 wurde der gleichnamige Förderverein Little Smile in Deutschland gegründet.
Im Jahr 2024 umfasste das Projekt ein Kinderdorf mit über 100 Sozialwaisen sowie Ausbildungszentren, Schulen und Sozialunternehmen, darunter eine biologische Gewürz- und Teefarm.
Michael Kreitmeir war besonders nach dem Tsunami 2004 landesweit in Sri Lanka engagiert und arbeitete mit Partnern wie der UNESCO und Apotheker ohne Grenzen Deutschland. Zu den Prominenten Unterstützern von Little Smile gehörten u. a. der Schauspieler Pierre Brice, vor allem bekannt durch seine Rolle als Winnetou in den Karl-May-Verfilmungen.
Zu den größeren Projekten nach dem Tsunami gehören u. a. das Maria-Theresia-College und der Bau eines Kinderkrankenhauses im Ashraff-Memorial-Hospital in der am schlimmsten vom Tsunami betroffenen Stadt Kalmunai. Für sein humanitäres Engagement nach der Tsunami-Katastrophe wurde er 2005 vom Bayerischen Rundfunk zum ‚Bayer des Jahres 2005‘ ernannt.

### Verhaftung in Sri Lanka
Am 17. August 2010 wurden Michael Kreitmeir, sein Sohn Manuel und die Leiterin des Kinderdorfes Little Smile während eines Besuchs des von Kreitmeir aufgebauten Maria-Teresia-College an der Ostküste Sri Lankas von einer Sondereinheit der sri-lankischen Polizei (STF) festgenommen. Die Verhaftung und die Bedingungen der Inhaftierung, die mit Folter verbunden waren, wurden unter anderem von der Asian Human Rights Commission als Verstoß gegen die Menschenrechte bewertet. Die Sondereinheit warf Kreitmeir Drogenhandel vor, eine Straftat, auf die in Sri Lanka die Todesstrafe steht. Zudem führte die STF illegale Durchsuchungen in Kreitmeirs Projekten durch. Trotz schwacher Beweislage kam es zur Anklage. Der Fall löste international Besorgnis über Menschenrechtsverletzungen in Sri Lanka aus. Mehrere große deutsche Tageszeitungen, darunter der Münchner Merkur, die TZ, die Süddeutsche Zeitung und der Donaukurier, berichteten ausführlich darüber.
Am 15. September 2010 berichtete Günther Jauch in SternTV über den Fall und lud Kreitmeirs Sohn Manuel in die Sendung ein. Vor über 2,5 Millionen Zuschauern klärte Manuel über die Situation seines Vaters auf und bat um Unterstützung aus der Öffentlichkeit. Am 4. November 2010 stellte Katrin Werner von Die Linke eine Anfrage an die Bundesregierung im Bundestag zu dem Fall Kreitmeir.
Michael Kreitmeir äußerte sich öffentlich zu den Vorfällen und berichtete, wie er in der Vergangenheit Erpressungsversuchen eines lokalen tamilischen Ministers widerstanden hatte und sogar mehrere Morddrohungen erhalten hatte. Anzeigen bei der Polizei und der Deutschen Botschaft in Sri Lanka hätten keine Verbesserung der Situation gebracht. Kreitmeir beschuldigte den Minister sowie korrupte Elemente in der Regierung Sri Lankas, hinter seiner Verhaftung zu stehen.
Am 17. Dezember 2010, nach vier Monaten Verfahren, wurde Kreitmeir von einem Gericht in Sri Lanka von allen Anklagepunkten freigesprochen.

## Privates
Michael Kreitmeir ist der Sohn des deutschen Journalisten, Publizisten und Chefredakteurs der Eichstätter Kirchenzeitung, Hermann Josef Kreitmeir († 26. September 2017).
Sein Bruder ist der Franziskanerpriester und Buchautor Pater Christoph Kreitmeir. Das von den katholischen Klosterschwestern der Karmelitinnen betriebene Maria-Teresia-College ist nach Michael Kreitmeirs Mutter, Maria Teresia Kreitmeir, benannt und gilt als eine der besten Mädchenschulen in Kalmunai.
Kreitmeir ist geschieden und Vater zweier Söhne sowie einer Pflegetochter.